# Скало Феровијарио (Козенца)
Скало Феровијарио је насеље у Италији у округу Козенца, региону Калабрија.
Према процени из 2011. у насељу је живело 1792 становника. Насеље се налази на надморској висини од 7 м.